# Saint-Aubin-du-Thenney
Saint-Aubin-du-Thenney è un comune francese di 367 abitanti situato nel dipartimento dell'Eure nella regione della Normandia.

## Società

### Evoluzione demografica
Abitanti censiti